# Mads Enggaard
Mads Enggaard, auch Mads Enggård (* 20. Januar 2004 in Silkeborg), ist ein dänischer Fußballspieler. Er spielt bei Molde FK und ist dänischer Nachwuchsnationalspieler.

## Karriere

### Vereinsfußball
Mads Enggaard wechselte in der U15 aus der Fußballschule des FC Midtjylland zu Randers FC. Am 10. November 2020 gab er im Alter von 16 Jahren beim 3:1-Sieg im Nachbarschaftsduell im dänischen Pokal bei Aarhus Fremad sein Pflichtspieldebüt für die erste Mannschaft.
Im Sommer 2024 wechselte Enggard zu Molde FK.

### Nationalmannschaft
Mads Enggaard gab am 9. Oktober 2020 beim 2:2 im Freundschaftsspiel gegen Deutschland sein Debüt für die deutsche U17-Nationalmannschaft. Es blieb sein einziger Einsatz für diese Altersklasse. Von September 2021 bis Juni 2022 war Enggaard U18-Nationalspieler der Skandinavier und kam für diese Mannschaft zu elf Spielen. Seit September 2022 kommt er für die U19 von Dänemark zum Einsatz.